# Tishomingo (Missisipi)
Tishomingo – miasto w Stanach Zjednoczonych, w stanie Missisipi, w hrabstwie Tishomingo.